# Байкалово (Красноярский край)
Байкалово — деревня в Нижнеингашском районе Красноярского края. Входит в состав Стретенского сельсовета.

## География
Деревня находится в восточной части края, в пределах таёжной лесорастительной зоны, при автодороге 04Н-706, на расстоянии приблизительно 26 километров (по прямой) к северо-северо-западу (NNW) от Нижнего Ингаша, административного центра района. Абсолютная высота — 291 метр над уровнем моря.
Климат
Климат характеризуется как резко континентальный, с продолжительной морозной малоснежной зимой и коротким жарким летом. Зима продолжается в течение 6-7 месяцев. Абсолютный минимум температуры воздуха составляет −51 °C (по данным метеостанции г. Канска). Продолжительность периода с температурой более 10˚С составляет 100—110 дней. Среднегодовое количество атмосферных осадков составляет 484 мм.

## История
Основана в 1900 года. По данным 1926 года в деревне Байкалова имелось 63 хозяйства и проживал 321 человек (148 мужчин и 173 женщины). В национальном составе населения того периода преобладали белорусы. В административном отношении входила в состав Сретенского сельсовета Нижне-Ингашского района Канского округа Сибирского края.

## Население
| 2010 |
| ---- |
| 47   |

Половой состав
По данным Всероссийской переписи населения 2010 года в гендерной структуре населения мужчины составляли 53,2 %, женщины — соответственно 46,8 %.
Национальный состав
Согласно результатам переписи 2002 года, в национальной структуре населения русские составляли 88 % из 76 чел.